# IHS (företag)
IHS Inc. (IHS) är ett företag baserat i Douglas County, Colorado, USA.
IHS ger ut analyser och information för att stödja beslutsfattandet i företag och regeringar i bland annat flyg-, försvars-, och säkerhetspolitik-, fordons-, kemikalie-, energi-, sjö-, och handels, och teknikbranschen. Under det senaste decenniet har IHS har förvärvat företag såsom IMS Research, Jane Information Group, Cambridge Energy Research Associates (CERA), Global Insight, och John S. Herold, Inc.